# Joensuu–Kontiomäki-banan
| Unknown BSicon "ABZg+l" |

| Junction both to and from right |

| Station on track |

| Unknown BSicon "ABZgr" |

| Unknown BSicon "ADSTgl+l" |

| Unknown BSicon "ABZgr" |

| Non-passenger station/depot on track |

| Non-passenger station/depot on track |

| Non-passenger station/depot on track |

| Small non-passenger station on track |

| Station on track |

| Stop on track |

| Stop on track |

| Unknown BSicon "PSL" |

| Stop on track |

| Station on track |

| Small non-passenger station on track |

| Unknown BSicon "ABZgl" |

| Non-passenger station/depot on track |

| Stop on track |

| Unknown BSicon "eHST" |

| Station on track |

| Station on track |

| Non-passenger station/depot on track |

| Unknown BSicon "ABZg+r" |

| Station on track |

| Unknown BSicon "ABZgl" |

| Unknown BSicon "ABZg+l" |

| Junction both to and from right |

| Station on track |

| Unknown BSicon "ABZgr" |

| Unknown BSicon "ADSTgl+l" |

| Unknown BSicon "ABZgr" |

| Non-passenger station/depot on track |

| Non-passenger station/depot on track |

| Non-passenger station/depot on track |

| Small non-passenger station on track |

| Station on track |

| Stop on track |

| Stop on track |

| Unknown BSicon "PSL" |

| Stop on track |

| Station on track |

| Small non-passenger station on track |

| Unknown BSicon "ABZgl" |

| Non-passenger station/depot on track |

| Stop on track |

| Unknown BSicon "eHST" |

| Station on track |

| Station on track |

| Non-passenger station/depot on track |

| Unknown BSicon "ABZg+r" |

| Station on track |

| Unknown BSicon "ABZgl" |

Joensuu-Kontiomäki-banan är en del av det finländska järnvägsnätet och sträcker sig från Joensuu, via Pielinen, Lieksa, Nurmes och Vuokatti till Kontiomäki station i Paldamo kommun. Bansträckningens längd är 268,8 km. Banan från Joensuu till Lieksa togs i bruk år 1910 och fortsättningen till Nurmes år 1911.
Persontrafiken mellan Nurmes–Kontiomäki upphörde 1993, och den ifrågavarande sträckningen räknas som en lågtrafikbana. Joensuu-Nurmes-sträckningen trafikeras av motorvagnar av typen Dm12.